# Ranville-Breuillaud
Ranville-Breuillaud è un comune francese di 183 abitanti situato nel dipartimento della Charente, nella regione della Nuova Aquitania.

## Società

### Evoluzione demografica
Abitanti censiti